# Жестокая справедливость
«Жестокая справедливость» (англ. Wild Justice) — американский двухсерийный телефильм. Экранизация произведения Уилбура Смита.

## Сюжет
Бывший командир отряда по спасению заложников Питер Страйд (Рой Шайдер), уволенный из ЦРУ, устраивается на работу руководителем службы безопасности у богатой женщины, баронессы Магды Олтман (Патриция Милларде).
Баронесса стала хозяйкой крупной промышленной империи после того, как её муж погиб от руки террориста по прозвищу Калиф.
Среди отраслей бизнеса, принадлежащего баронессе, помимо прочего, числится производство высокотехнологичного оружия, и Калиф явно проявляет к этому внимание.
Также Магда не оставляет планов мести за убийство мужа. Она даёт Питеру задание установить личность Калифа. 

Однако террорист, почувствовав внимание к себе, похищает дочь Страйда Мелиссу (Келли Марсел) и начинает охотиться как на Питера, так и на Магду Олтман.
Только помощь старых друзей по ЦРУ помогает Питеру Страйду сначала освободить дочь, а потом и рассчитаться с Калифом.

## Актёры и роли
- Рой Шайдер — Питер Страйд
- Патриция Милларде — Магда Олтман-Адрезку
- Кристофер Бухгольц — Колин Ноубл
- Тед Макгинли — Обри Биллингс
- Клайв Фрэнсис — сэр Стивен
- Сэм Уонамейкер — Кингстон Паркер
- Келли Марсел — Мелисса Страйд
- Ричард Ридингс — Карл
- Константин Грегори — Серж Булов
- Дэйвид Йип — Вонг
- Кеворк Маликян — Али Хассан
- Рита Вулф — Вритра
- Эмма Хили — Илильда
- Билли Митчелл — генерал Андерс
- Сандра Челби — Фара

## Критика
Издание «Variety» назвало фильм скучным, изобилующем слабыми диалогами и всеми сюжетными клише и стереотипами, присущими жанру триллера.